# 捉泥鳅
捉泥鳅，是一首台湾歌手包美聖演唱的民歌歌曲，是侯德健于1975年作词作曲创作的第一首歌曲。现在常常被当作儿歌来使用，虽然该歌曲最初並不是儿歌。此歌曲创作发表之时，时值校园民歌运动的高潮。

## 歌词的变化
歌词当中“小牛的哥哥带着他捉泥鳅”一句最早为“小毛的哥哥带着他捉泥鳅”，但是在当时送交审查时，相关人员指出“小毛”一词很有可能是指的当时中国共产党中央委员会主席毛泽东，于是侯德健迫不得已将“小毛”一词改为“小牛”，歌词才顺利通过。

## 轶事
歌曲演唱者包美聖最初為捉泥鳅錄音時在錄音棚突然哭泣。原因不是因為被這首歌的歌詞曲調所感動，而是因為這首歌曲太像兒歌，令其感覺很沒面子。但當時在製作人的軟硬兼施下，她最終還是演唱了，日後沒想到這首歌曲會大受歡迎。包美聖表示小時候她與歌曲創作者侯德健同住一個村子，沒想到長大後會因該首歌曲再度認識。